# 0124
0124 è il prefisso telefonico del distretto di Rivarolo Canavese, appartenente al compartimento di Torino.
Il distretto comprende la parte settentrionale della città metropolitana di Torino. Confina con la Francia a ovest e con i distretti di Aosta (0165) a nord, di Ivrea (0125) a est, di Torino (011) e di Lanzo Torinese (0123) a sud.

## Aree locali e comuni
Il distretto di Rivarolo Canavese comprende 44 comuni compresi in 1 area locale, nata dall'aggregazione dei 5 preesistenti settori di Castellamonte, Cuorgnè, Noasca, Pont-Canavese e Rivarolo Canavese: Agliè, Alpette, Bairo, Baldissero Canavese, Borgiallo, Busano, Canischio, Castellamonte, Castelnuovo Nigra, Ceresole Reale, Chiesanuova, Ciconio, Cintano, Colleretto Castelnuovo, Cuceglio, Cuorgnè, Favria, Feletto, Forno Canavese, Frassinetto, Ingria, Levone, Locana, Lusigliè, Noasca, Oglianico, Ozegna, Pertusio, Pont-Canavese, Prascorsano, Pratiglione, Ribordone, Rivara, Rivarolo Canavese, Ronco Canavese, Salassa, San Colombano Belmonte, San Giorgio Canavese, San Giusto Canavese, San Ponso, Sparone, Torre Canavese, Valperga e Valprato Soana .